# Manduca carrerasi
Manduca carrerasi is een vlinder uit de familie van de pijlstaarten (Sphingidae). De wetenschappelijke naam van de soort is voor het eerst geldig gepubliceerd in 1911 door Eugenio Giacomelli.